# Borolia flabilis
Borolia flabilis là một loài bướm đêm trong họ Noctuidae.